# 興德學校風波
興德學校風波指的是與香港屯門興德學校校長陳章萍有關的一連串學校管理醜聞。開初乃因校長強迫教師到深圳派傳單招生，及報警驅趕不滿校政的教師而引起關注，其後再揭發學校懷疑涉偽造文件、製造影子學生、要求病假教師送現金或餅卡、安裝閉路電視作監控及無理解僱等問題，由於事態荒誕嚴重而令全港各界嘩然，其後教育局始積極介入事件，並先後委任11名校外人士加入校董會進行整治，是繼2009年教育局介入基督教臻美黃乾亨小學暨初中學校校政風波後最大規模的學校整頓事件。2017年8月18日，校董會正式把校長陳章萍罷免，同時警方、廉政公署及私隱專員公署接獲相關舉報後亦加入調查。

## 校長陳章萍背景
學歷：香港中文大學學士學位、香港教育學院教育文憑、香港浸會大學校長課程
- 2009年：屯門保良局香港道教聯合會圓玄小學校長
- 2010年：黃大仙伊斯蘭鮑伯濤紀念小學校長
- 2011年：屯門興德學校校長

## 涉及指控

### 強迫教師北上招生
根據學校收生資料，興德學校一直大量招收大陸跨境學童，校長陳章萍被指強迫教師到各中國內地與香港邊境口岸、深圳屋苑及幼稚園門外派傳單招生，甚至只安排學生上半日課，以方便教師在下午至晚上北上。雖然在內地派傳單有可能被捕，但興德學校仍強迫教師以身試法偷偷登上跨境校巴上宣傳招生，每天到晚上7－8時才給下班。

### 影子學生
教育局發現興德學校的學生名冊上，兩個學年內出現20多名從未上課的懷疑「影子學生」，其中部分人全學年課堂缺席、考試成績表全科缺考仍獲升班。其後有幾名教職員先後指控，校長陳章萍指示他們聯絡中途放棄香港學位的大陸家長，游說他們提交「留位信」保留學位，有時甚至要求職員代為撰寫留位信並帶到關口讓家長簽署，企圖藉增加虛假收生量以獲取更多政府資助。該學年過後撰寫一年假紙繼續保留學位。席姓、陳姓、楊姓「影子學生」之家長現身證實子女早已退學，並無在興德上過課。8月9日，局方將相關資料轉交警方跟進，由屯門警區重案組第一隊循偽造文件及詐騙等方向展開調查。

### 閉路電視監控
2013年，陳章萍陸續在校園各個位置安裝具錄音功能閉路電視，安裝地點包括茶水間、教員室及操場等地方，惟單是教員室已裝有約10台閉路電視。個人資料私隱專員公署接獲相關投訴，按既定政策作出適當跟進。

### 不合理解僱、升遷
自陳章萍擔任該校校長後，教師離職比例按年遞增，由2014年的17%，升至2016年30%，即36個教師中，多達11個離職。有學生在該校就讀數年，已接連換了5個班主任。有子女就讀該校的家長透露興德學校因經常胡亂解僱教師，令學生由考試到放暑假都未見過班主任。另外，教育局委任之校董雷其昌翻查教職員升遷記錄，發現有教職員3年升3級，另有教職員入職第2年已升至行政職位。

### 收受利益
2017年8月，有興德學校內部WhatsApp短信曝光，內容要求老師每請1日病假，要交出6張餅卡或300元現金。廉政公署接獲舉報後，正了解興德學校涉及的多項有關收受利益及以權謀私之指控，除送餅卡及現金外，亦包括「影子學生」及聘請職員之程序，以調查有否觸犯《防賄條例》第9(3)條，即任何代理人意圖欺騙其主事人而使用任何收據、帳目或其他文件，對其主事人有利害關係；及在要項上載有虛假、錯誤或欠妥的陳述；及該代理人明知是意圖用以誤導其主事人者，即屬犯罪。

### 偽造文件
警方就「偽造文件」約見陳章萍，懷疑2016年6月一份聘請合約中，有人偽冒副校長及一名主任的簽名，以聘用一名有毆打學生刑事案底的學校職員，警方曾多次約見校長陳章萍，但陳以各樣理由，未有應警方要求前往警署錄取口供。

## 校方態度

### 報警驅趕教師及家長
2017年2月25日，14名教師在家長會上反映校政問題並表達意見，遭校長報警強行制止。陳章萍指控教師及家長「非法集會」而召警察到場，以阻止有關人士繼續發言，當時校長指若教師散去便不會追究，其後直接中止家長會。報警事件發生後，有關教師被「秋後算帳」，8-9人接警告信，指他們「衝擊禮堂」，7人被勒令休假，2人遭解僱，同時間擢升其他沒有參與事件的教師。有家長於3月再到校要求與校董會面以詢問教師被停職事宜，校方則再次報警驅趕。

### 拒絕會面
2017年2月，教育局接到教師求助後曾欲與興德學校校長會面，但校方態度極不合作且拒絕教育局人員加入會議，直言學校「不會回應」問題，著對方「講完就自行離開」。7月，教育局委任有「校政醫生」之稱，曾多次被教育局委託整頓校政的雷其昌校長作為該校其中一名校董，雷到學校開校董會會議時，出席者不足法定三分之二人數，當時陳章萍在場卻以病假為由不「出席」，結果不「出席」的她當場宣佈人數不足流會。8月12日，教育局接獲陳章萍通知表明不會出席會面，只會以書面回覆。而陳章萍一直沒有出席開學事宜小組會議。

### 取走證物
8月10日，重案組警員進入校園就偽造文件搜證，檢走兩至三箱文件，同時發現有人早已於教育局要求核數前，將校長室內的電腦取走。

### 召開記者會
8月8日中午，陳章萍召開記者會，聲淚俱下表示自己「無功都有勞」。

### 分化、迫害老師
8月19日，雷其昌接受訪問時坦言，十四位被視為「作反起義」的老師，跟另外逾三十位聯署「撐校長」的教師處於對立狀態，他指出「以往那些校長或校監都有心處理人事糾紛，只是單靠他們的力量未能解決困局，但興德的情況卻很特別，校內兩批老師分化，很大程度是由校長和校監刻意造成。」他認為部分校董盲目支持校長，只批評教育局委任校董是干預學校內政，卻完全信賴校長，未能制衡校長權責。甚至指陳章萍等人迫害離職教師，「我不能忘記那些沒道德的人，向傳媒公開老師的患病私隱，說他們『食懵仔丸』，卻看不到老師被校長逼到想自殺，須接受精神治療；即使老師離職，但有人竟向其新校校長說壞話，連前老師同為教師的丈夫也不放過，企圖令他們失去工作，真的很離譜！」

### 發律師信
陳章萍先後向香港教育局及興德學校校董會發律師信，聲言保留刑事與民事追究權利。陳指控校董會成員擅闖校長室，又投訴校方罷免自己是錯誤決定。

### 交接過程態度不合作
陳章萍於2017/18新學年交接過程中，態度並不合作。陳於9月1日新學年開學前三天仍不交出學校帳簿及部分教職員合約，同時又聲稱忘記學校銀行戶口密碼，而未能向教職員發放薪金。

## 後續
其後由於事件被傳媒廣泛報導及已引起社會極度關注，教育局始積極介入事件，包括向校長陳章萍發警告信，指她嚴重違反《香港教育專業守則》和《教育條例》，要求於8月14日會見，惜陳最終未有出現；同時再進一步委任多名教育局人員及校外人士進入興德學校校董會。2017年8月18日，全體共24人的校董會召開會議，共有22人出席，但身為當然校董的陳章萍則缺席會議。最終校董會在17人投票支持下，根據《勞工條例》第9章（僱員故意不服從僱主合法合理的命令、行為不當、欺詐、不忠實或慣常疏忽職責）正式罷免校長陳章萍，陳不得再踏足興德校園。
教育局在曾就興德學校的校政問題，引用《教育條例》第82條向校方作出指示，惟一直未獲理會。教育局2017年底指多名不合作的校董或觸犯《教育條例》，將案件轉介警方，多名校董要到警署錄取口供，最終雖未有人被控，但令多名校董感到意興闌珊辭任，至2018年5月原有9名辦學團體校董只餘4人。同一時間，辦學團體「公立興德學校有限公司」與圓玄學院簽定合作協議，圓玄學院委派包括副主席湯修齊在內的7人將入公立興德學校有限公司，並向教育局申請成為校董，獲教育局批准。2018年9月，7人正式成為校董會成員，包括原政府委任、現任圓玄學院行政總監梁永義，而湯修齊則成為新任校監。至於原來三條村代表，則只有上一任校監劉義朗及陶滿權繼續留任為校董。
在罷免陳章萍以後，校董會委任蕭麗珊出任校長，她曾矢言把該校複雜人事與校政問題等重拾軌道，但校園風波仍不絕，包括被揭發指她與教師在帶領學生赴武漢考察期間，「遊船河」時涉在貴賓室內賭博；近日又被指校服承辦商未能如期發放冬季校服，學生須穿着便服回校。2019年2月，蕭麗珊向校董會請辭，任期至八月三十一日。有資深校長分析，蕭麗珊在處理校政與人事的經驗相對有限，無法解決校內矛盾，最終只能黯然離任。
2018年5月，公立興德學校有限公司宣佈與圓玄學院達成協議，讓圓玄學院派人加入校董會以協助日後學校發展，經教育局審批後，同年9月1日正式加入。並於2020年5月獲教育局批准正式更改校名，於同年9月起易名為「圓玄學院陳國超興德小學」，成為圓玄學院轄下首所直接開辦的小學。

## 拘捕與審訊
2018年9月13日，陳章萍因涉行使虛假文書被捕，並在同月20日在屯門裁判法院提堂。
陳章萍否認行使虛假文書罪，2019年6月18日，案件在屯門法院續審，陳章萍被裁定表證成立。
同年7月2日，陳章萍於2017年會見教育局人員時，使用虛假求職者面試紀錄表格一案被裁定罪名不成立，控辯雙方無爭議文件上陳章萍簽名屬冒簽，法官估計或因個別職員錯誤判斷，或行政差劣造成，斥責被告陳章萍作為學校行政人員，容許相關文件失實卻視若無睹，並將假文書交給教育局人員，肯定被告是想對方接受為真文書。然而事件雖可疑，但未能證明被告行使虛假文書對教育局人員不利，無法證明有犯罪意圖，最終裁定其罪名不成立。
2018年，由於校長陳章萍聘用的一名校長書記被指在2017年3月30日至4月11日期間，涉嫌在喪失教師資格後仍留校工作，被指違反香港法例第279章《教育條例》第72條「限制進入校舍」條款。辯方認為本案源於被告對法律無知，沒證據顯示被告是居心叵測，故意犯法。經審訊後最終裁定十項未經准許而逗留在學校內罪名成立。法庭拒絕接納被告自稱愚昧犯案的說法，但可幸本案沒有受害人，最終判他160小時社會服務令。

## 入稟索償
2020年6月23日，陳章萍校長入稟高等法院，狀告興德學校法團校董會。入稟狀指陳章萍在2017年6月26日在學校內受傷，是關乎法團校董會嚴重疏忽及、違反合約和《職業安全及健康條例》等法例有關，要求作出賠償。

## 新聞獎項
揭發事件的《明報》記者憑報道獲得香港報業公會2017年香港最佳新聞獎最佳獨家新聞冠軍。